# دینکینا

دینکینا شهری در شهرستان سولنزو در استان بانوا در بورکینافاسوی غربی است و جمعیت آن ۴,۵۹۳ نفر است.